# Wels Verschiebebahnhof
Wels Verschiebebahnhof (Wels Vbf) ist ein von der ÖBB Infrastruktur betriebener Verschiebebahnhof und Umschlagbahnhof in der oberösterreichischen Stadt Wels.

## Lage
Der Verschiebebahnhof Wels liegt östlich des Hauptbahnhofes und nördlich der Westbahn. Unweit des Bahnhofs liegt die Kreuzung zur im Güterverkehr bedeutenden Passauer Bahn nach Deutschland.

## Geschichte
Der Verschiebebahnhof wurde im Stadtteil Pernau von der Deutschen Reichsbahn in den Jahren 1938/39 errichtet, um von hier aus Rüstungsgüter zu transportieren. Lediglich der Teil nördlich der Westbahn wurde fertiggestellt und sollte für den West-Ost-Verkehr dienen. Ein gleich großer Teil südlich der Westbahn wurde begonnen, jedoch kriegsbedingt nicht fertiggestellt. Im Zweiten Weltkrieg wurde der Bahnhof beschädigt und erst 1949 wieder eröffnet.

## Verschiebebahnhof
Der Verschiebebahnhof ist einseitig mit zwölf Gleisen in der Einfahrgruppe und 24 Richtungsgleisen angelegt. Insgesamt zehn Anschlussbahnen sind mit dem Bahnhof verbunden.

## Welser Industriebahn
Zwischen Verschiebebahnhof und Bahnhof Wels zweigte von 1922 bis ca.in die 2010er Jahre die nichtelektrifizierte Welser Industriebahn ab. Sie bediente das Welser Industriegebiet.

## Rollende Landstraße
Seit dem Jahr 1985 wurde in Wels Vbf eine Rollende Landstraße nach Mainz eingerichtet. Der Bahnhof heute verfügt über fünf Gleise mit 350 bis 450 m Länge für die Rollende Landstraße und 250 Lkw-Abstellplätze. Damit ist er der größte RoLa-Terminal in Europa. Insgesamt wurden hier im Jahr 2006 116.000 Lkws versandt.

## Kombinierter Verkehr
Im Juni 1986 wurde der erste unbegleitete kombinierte Verkehr eingerichtet. Ein erster Portalkran wurde 1989 mit drei Ladungsgleisen zu 400 m nutzbarer Länge eingerichtet. Zwischen 1997 und 2002 wurde das Terminal umgebaut. Heute stehen für den unbegleiteten Kombinierten Verkehr sechs Gleise mit 580 m nutzbarer Länge zur Verfügung. Diese verfügen über zwei Portalkräne und drei Reach-Stackers. Daneben existiert eine Abstellfläche für 900 TEU. Jährlich werden 130.000 Ladungseinheiten umgeschlagen. Das Terminal nimmt seit April 2011 im Nationalen Intermodal Netz Austria (NINA) der Rail Cargo Austria eine Hubfunktion ein. Von hier aus werden die übrigen österreichischen Terminals Wien Nordwest, Salzburg, Villach, St. Michael, Graz, Hall, Wolfurt, Bludenz, Linz, Krems und Kapfenberg bedient.